# Antoni Puchalski
Antoni Gaudenty Puchalski (ur. 12 lutego 1888 w Klimkówce, zm. 1940 w ZSRR) – kapitan artylerii Wojska Polskiego, ofiara zbrodni katyńskiej.

## Życiorys
Urodził się 12 lutego 1888 jako syn Aleksandra. Po wybuchu I wojny światowej w 1914 wstąpił do szeregów Legionów Polskich. Walczył na froncie włoskim, przyłączył się do Armii Polskiej gen. J. Hallera we Francji. 
Po odzyskaniu przez Polskę niepodległości wstąpił do Wojska Polskiego. Walczył w wojnie polsko-ukraińskiej 1919 i wojny polsko-bolszewickiej 1920. Został zweryfikowany w stopniu kapitana rezerwy artylerii ze starszeństwem z dniem 1 czerwca 1919, a następnie jako kapitan artylerii służby stałej ze starszeństwem z dniem 1 lipca 1919. W 1923 był oficerem zatrzymanym w służbie czynnej, przydzielony do 5 Lwowskiego pułku artylerii polowej we Lwowie, a w 1924 i w kolejnych latach jako oficer zawodowy w tej jednostce. Przed 1928 przeniesiony na listę starszeństwa kapitanów artylerii z dniem 1 czerwca 1919. W 1932 był oficerem 10 dywizjonu artylerii konnej w Jarosławiu.
Po wybuchu II wojny światowej i agresji ZSRR na Polskę z 17 września 1939 na terenach wschodnich II Rzeczypospolitej został aresztowany przez Sowietów. Został przewieziony do więzienia przy ulicy Karolenkiwskiej 17 w Kijowie. Tam został zamordowany przez NKWD prawdopodobnie na wiosnę 1940. Jego nazwisko znalazło się na tzw. Ukraińskiej Liście Katyńskiej opublikowanej w 1994 (został wymieniony na liście wywózkowej 55/3-6 oznaczony numerem 2414). Ofiary tej części zbrodni katyńskiej zostały pochowane na otwartym w 2012 Polskim Cmentarzu Wojennym w Kijowie-Bykowni.

## Ordery i odznaczenia
- Krzyż Walecznych (przed 1928)[6]
- Medal Niepodległości (9 listopada 1933)[11]
- Srebrny Krzyż Zasługi (10 listopada 1928)[12][8]

## Upamiętnienie
14 kwietnia 2012, w ramach akcji „Katyń... pamiętamy” / „Katyń... Ocalić od zapomnienia”,  przy cmentarzu rzymskokatolickim parafii św. Wawrzyńca w Rymanowie został zasadzony Dąb Pamięci honorujący Józefa Dubińskiego.